# Új Írás
Az Új Írás 1961–1991 között megjelenő irodalmi, művészeti és kritikai folyóirat havonta jelent meg. Szerkesztés és kiadási székhelye Budapest volt.

## A folyóirat leírása
- Cím: Új Írás : Irodalmi, művészeti és kritikai folyóirat
- Megjelenés: Budapest, Pallas, 1961–1991
- Állományadatok: 1.1961–31. 1991

## Története
Elsősorban az élő magyar irodalom bemutatására vállalkozott az Új Írás, de közéleti érdeklődésű elméleti-publicisztikai írások, esszék, tanulmányok, kritikák, viták is helyet kaptak a folyóiratban. Kritikai rovatában nemcsak a szépirodalom, hanem a színház, a film, a képzőművészet és a televízió művészeti alkotásairól is tájékozódhatott az olvasó. Színvonalas és olvasott lap volt a maga idejében, az orgánumnak mindig hozzáértő, jeles szerkesztői voltak.
Korábban indult rokon lapjai a Kortárs c. szintén havonta megjelenő szépirodalmi folyóirat, valamint az Élet és Irodalom c. hetilap, ez utóbbi is a kritikai és közéleti írások mellett rendszeresen közölt és közöl szépirodalmi alkotásokat is.
1991-ben az anyagi támogatás elmaradása miatt szűnt meg az Új Írás.

## Az Új Írás szerkesztői
- Illés Lajos, Pándi Pál és Váci Mihály (1961–1964 április)
- Baranyi Gyula és Váci Mihály (1964 május–1968 június)
- Jovánovics Miklós (1968 július–1974 november)
- Juhász Ferenc (1974. december–1991 december)